# Zăicana
Zăicana è un comune della Moldavia situato nel distretto di Criuleni di 1.902 abitanti al censimento del 2004